# El Periódico del Guadalete
El Periódico del Guadalete fue un periódico español publicado en la ciudad de Jerez de la Frontera entre 1988 y 1994.
Fundado en 1988, entre sus fundadores se encontraban organismos como la Organización Nacional de Ciegos Españoles (ONCE) o periodistas como Francisco Luis Córdoba —que posteriormente dirigiría el diario—. Su principal competidor fue el Diario de Jerez, del Grupo Joly. En 1990 se creó una edición complementaria, El Periódico de la Bahía, para la ciudad de Cádiz. A pesar de todo, El Periódico del Guadalete acabó desapareciendo pocos años después, en 1994.
En el diario colaboraron, entre otros, Miguel Ramos Camacho o Antonio Mariscal Trujillo.